# Баласе
Баласе (фр. Balacet) насеље је и општина у јужној Француској у региону Миди Пирене, у департману Арјеж која припада префектури Сен Жирон.
По подацима из 2011. године у општини је живело 19 становника, а густина насељености је износила 8,96 становника/km². Општина се простире на површини од 2,12 km². Налази се на средњој надморској висини од 906 метара (максималној 1.674 m, а минималној 833 m).

## Демографија
| 1962. | 1968. | 1975. | 1982. | 1990. | 1999. | 2011. |
| ----- | ----- | ----- | ----- | ----- | ----- | ----- |
| 28    | 29    | 26    | 14    | 10    | 24    | 19    |

График промене броја становника у току последњих година